# Percina freemanorum
Percina freemanorum — вид прісноводних риб родини окуневих (Percidae). Описаний у 2021 році.

## Назва
Вид названо на честь американських іхтіологів Мері С. Фрімен і Байрона Дж. Фрімена, які зробили значний внесок у вивчення прісноводних риб на південному сході Сполучених Штатів. Зокрема, їхня робота пролила світло та значно допомогла в збереженні багатої на біорізноманіття системи річки Етова.

## Поширення
Ендемік США. Поширений у штаті Джорджія. Трапляється у верхній частині річки Етова та її притоках Лонг-Свомп-Крік та Амікалола-Крік.

## Відкриття
Найперші записи про збір Percina freemanorum датуються 1948 роком, а в 2007 році цей вид було визначено як популяції Percina kusha. У 2021 році визначено, що риби з басейну річки Етова відрізняються від Percina kusha з річки Конасауга, і тому їх описано як окремий вид.